# Seznam členů čtvrté Grónské zemské rady
Čtvrtá Grónská zemská rada se sešla šestkrát:
| Severní inspektorát Grónska      | Jižní inspektorát Grónska                |
| -------------------------------- | ---------------------------------------- |
| 30. července – 13. srpna 1927    | 26. července – 2. srpna 1927             |
| 18. července – 31. července 1928 | 1. srpna – 8. srpna 1928                 |
| 29. července – 7. srpna 1929     | 3. července – 9. července 1929           |
| 14. července – 24. července 1930 | 2. července – 9. července 1930           |
| 9. července – 16. července 1931  | 16. června – 18. června, 22. června 1931 |
| 15. června – 24. června 1932     | 13. července – 18. července 1932         |

## Členové
| Severní inspektorát Grónska | Severní inspektorát Grónska | Severní inspektorát Grónska | Severní inspektorát Grónska | Severní inspektorát Grónska | Severní inspektorát Grónska | Severní inspektorát Grónska | Severní inspektorát Grónska | Severní inspektorát Grónska | Severní inspektorát Grónska | Severní inspektorát Grónska                                      |
| Volební obvod               | Jméno člena                 | Rok narození                | Povolání                    | 1927                        | 1928                        | 1929                        | 1930                        | 1931                        | 1932                        | Poznámka                                                         |
| --------------------------- | --------------------------- | --------------------------- | --------------------------- | --------------------------- | --------------------------- | --------------------------- | --------------------------- | --------------------------- | --------------------------- | ---------------------------------------------------------------- |
| 1                           | Johannes Filemonsen         | 1886                        | Lovec                       | (•)                         | ―                           | ―                           | ―                           | ―                           | ―                           | Volby 1927 neplatné                                              |
| 1                           | Gerth Geisler               | 1882                        | Udstedsverwalter            | ―                           | •                           | •                           | •                           | •                           | •                           | Zvolen pouze v doplňovacích volbách                              |
| 1                           | Søren Kaspersen             | 1896                        | Starší katecheta            | ―                           |                             |                             |                             |                             |                             | Zvolen pouze v doplňovacích volbách                              |
| 2                           | Peter Lundblad              | 1887                        | Lovec                       | •                           | •                           |                             | †                           | †                           | †                           | 1930 zemřel                                                      |
| 2                           | Isak Schmidt                | 1887                        | Lovec                       |                             |                             | •                           | •                           | •                           | •                           |                                                                  |
| 3                           | Frederik Lynge              | 1889                        | Obchodní asistent           | •                           | •                           | •                           | •                           | •                           | •                           |                                                                  |
| 3                           | Isak Abelsen                | 1879                        | Lovec                       |                             |                             |                             |                             |                             |                             |                                                                  |
| 4                           | Pavia Jensen                | 1877                        | Udstedsverwalter            | •                           | •                           | •                           |                             |                             |                             |                                                                  |
| 4                           | Karl Olsvig                 | 1879                        | Vorsteher                   |                             |                             |                             | •                           | •                           | •                           |                                                                  |
| 5                           | Mathias Storch              | 1883                        | Vizepropst                  | •                           | •                           |                             | •                           |                             | •                           |                                                                  |
| 5                           | Boye Thomsen                | 1892                        | Katecheta                   |                             |                             | •                           |                             | •                           |                             |                                                                  |
| 6                           | Jens Rosing                 | 1900                        | Lovec                       | •                           | •                           | •                           | •                           | •                           | •                           |                                                                  |
| 6                           | Jonas Zethsen               | 1881                        | Lovec                       |                             |                             |                             |                             |                             |                             |                                                                  |
| 7                           | Morten P. Porsild           | 1872                        | Vedoucí oddělení/biolog     | •                           | •                           | •                           |                             | •                           | •                           |                                                                  |
| 7                           | Peter Dalager               | 1888                        | Büroassistent               |                             |                             |                             | •                           |                             |                             |                                                                  |
| 8                           | Tobias Kruse                | 1898                        | Lovec                       | (•)                         | •                           | •                           | •                           | •                           | •                           | Volby 1927 neplatné; zvolen pouze v doplňovacích volbách         |
| 8                           | Ferdinand Mathiassen        | ?                           | ?                           | ―                           |                             |                             |                             |                             |                             | Volby 1927 neplatné; zvolen pouze v doplňovacích volbách         |
| 9                           | Edvard Kruse                | 1900                        | Starší katecheta            | •                           | •                           | •                           | •                           | •                           | •                           |                                                                  |
| 9                           | Hans Qvist                  | ?                           | ?                           | ―                           |                             |                             |                             |                             |                             | Volby 1927 neplatné; zvolen pouze v doplňovacích volbách         |
| 10                          | Thomas Larsen               | 1885                        | Katecheta                   | (•)                         |                             |                             |                             |                             |                             | Volby 1927 neplatné; v doplňovacích volbách zvolen zemským radou |
| 10                          | Samuel Møller               | 1885                        | Starší katecheta            | —                           | •                           | •                           | •                           | •                           | •                           | Volby 1927 neplatné; zvolen pouze v doplňovacích volbách         |
| 11                          | Hans Hansen                 | 1890                        | Starší katecheta            | •                           | •                           | •                           | •                           | •                           | •                           |                                                                  |
| 11                          | Holger Blicher Nielsen      | ?                           | Správce majetku             |                             |                             |                             |                             |                             |                             |                                                                  |
| 12                          | Johannes Pjetursson         | 1869                        | Lovec                       | •                           | •                           | •                           | •                           | •                           | •                           |                                                                  |
| 12                          | Johan Thomasson             | 1892                        | Lovec                       |                             |                             |                             |                             |                             |                             |                                                                  |
| Jižní inspektorát Grónska   |                             |                             |                             |                             |                             |                             |                             |                             |                             |                                                                  |
| Volební obvod               | Jméno člena                 | Rok narození                | Povolání                    | 1927                        | 1928                        | 1929                        | 1930                        | 1931                        | 1932                        | Poznámka                                                         |
| 1                           | Kristian Hammeken           | 1889                        | Udstedsverwalter            | (•)                         | •                           | •                           | •                           | •                           |                             | Volby 1927 neplatné; teprve následně prohlášeny za platné        |
| 1                           | ?                           | ?                           | ?                           | ―                           |                             |                             |                             |                             | —                           | neznámý                                                          |
| 1                           | Josva Kleist                | 1879                        | Starší katecheta            | ―                           | ―                           | ―                           | ―                           | ―                           | •                           | Zvolení v doplňovacích volbách                                   |
| 2                           | Jakob Lund                  | 1900                        | Katecheta                   | •                           | •                           | •                           | •                           | •                           | •                           |                                                                  |
| 2                           | ?                           | ?                           | ?                           |                             |                             |                             |                             |                             |                             | neznámý                                                          |
| 3                           | Frederik Nielsen            | 1880                        | Udstedsverwalter            | •                           | •                           | •                           | •                           | •                           | •                           |                                                                  |
| 3                           | ?                           | ?                           | ?                           |                             |                             |                             |                             |                             |                             | neznámý                                                          |
| 4                           | Pavia Høegh                 | 1886                        | Tesař                       | •                           | •                           | •                           | •                           | •                           | •                           |                                                                  |
| 4                           | ?                           | ?                           | ?                           |                             |                             |                             |                             |                             |                             | neznámý                                                          |
| 5                           | Henrik Lund                 | 1875                        | Starší katecheta            | •                           | •                           | •                           | •                           | •                           | •                           |                                                                  |
| 5                           | ?                           | ?                           | ?                           |                             |                             |                             |                             |                             |                             | neznámý                                                          |
| 6                           | Elias Lauf                  | 1894                        | Pastor                      | •                           | •                           | •                           | •                           | •                           |                             |                                                                  |
| 6                           | Sofus Nyekjær               | 1891                        | Lovec                       |                             |                             |                             |                             |                             | •                           |                                                                  |
| 7                           | Nikolaj Hansen              | 1892                        | Lovec                       | •                           | ―                           | ―                           | ―                           | ―                           | ―                           | Rezignoval v roce 1928                                           |
| 7                           | Asser Berthels              | 1885                        | Lovec                       |                             | •                           | —                           | —                           | —                           | —                           | Rezignoval v roce 1929                                           |
| 7                           | Theofilus Johnsen           | 1894                        | Lovec                       | —                           | —                           | •                           | •                           | •                           | •                           | Zvolen v doplňovacích volbách                                    |
| 8                           | Jørgen Chemnitz             | 1890                        | Kancelářský asistent        | •                           | •                           | •                           | •                           | •                           | •                           |                                                                  |
| 8                           | ?                           | ?                           | ?                           |                             |                             |                             |                             |                             |                             | neznámý                                                          |
| 9                           | Niels Lynge                 | 1880                        | Pastor                      | •                           | •                           | •                           | •                           | •                           |                             |                                                                  |
| 9                           | Ole Petersen                | 1894                        | Úředník                     |                             |                             |                             |                             |                             | •                           |                                                                  |
| 10                          | Hans Kreutzmann             | 1887                        | Lovec                       | •                           |                             | •                           | •                           | •                           | •                           |                                                                  |
| 10                          | Karl Rosing                 | 1878                        | Lovec                       |                             | •                           |                             |                             |                             |                             |                                                                  |
| 11                          | Frederik Olsen              | 1882                        | Vedoucí                     | •                           | •                           | •                           | •                           | •                           | •                           |                                                                  |
| 11                          | ?                           | ?                           | ?                           |                             |                             |                             |                             |                             |                             | neznámý                                                          |